# 派屈克·休斯
派屈克·休斯（英語：Patrick Hughes，1978年5月13日—）是一位澳大利亚男導演，較知名的作品如群星动作片《敢死队3》（2014年）和動作喜劇片《殺手保鑣》（2017年）。

## 生平
休斯曾在电影学院学习三年，在年轻时开始执导了一些短片。2010年执导了首部长片《月正當中》。休斯原會執導好萊塢版的《全面突襲》，但後傳出他放棄執導的消息。
2017年，他執導了動作喜劇電影《殺手保鑣》。

## 电影作品
- The Director（短片，2000）
- The Lighter（短片，2001）
- 信號/Signs（短片，2008）
- 月正當中/Red Hill（2010）
- 敢死队3/The Expendables 3（2014）
- 殺手保鑣/The Hitman's Bodyguard（2017）[3]
- 殺手保鑣2/The Hitman's Wife's Bodyguard（2021）[4]
- 玩命大臨演/The Man from Toronto（2022）
- 戰爭機器（英语：War Machine (upcoming film)）/War Machine（TBA）